# Успение Богородично (Велико Търново)
Вижте пояснителната страница за други значения на Успение Богородично.
„Успение Богородично“ е източноправославен храм във Велико Търново.

## История
Църквата „Успение Богородично“ се намира в днешния кв. Асенов (под Царевец и срещу църквата „Свети Четиридесет мъченици“) на мястото на средновековния манастир „Успение Богородично“.
В манастирската църква цар Калоян положил мощите на Света Филотея Търновска, живяла през ІХ век. Нетленните мощи на тази православна лечителка и духовна наставница днес се намират в румънския град Куртия де Арджеш.
През ХІV век цар Иван Александър изпратил първата си жена Теодора в този манастир, където тя против волята си станала монахиня. Същата орис сполетяла и втората царска съпруга – еврейката Сара – Теодора, която прекарала остатъка от живота си в Светата обител.
Учудващо е, че тя не постъпва докрай като предана християнка, т.е. да постъпи в манастир, а заобиколена от синове и внуци, доживява края на дните си мирно и спокойно.
Днешната църква е построена през 1923 г. и открита на 19 декември 1923 г. Изграждането ѝ става по инициатива на ктитора Христо Енев и с доброволен труд и средства на местното население. В последните години поддържането на храма става благодарение на свещеника Иван Пенков и много дарители, чиито имена са изписани на мраморна плоча при входа на храма.
В храма се намират две стари икони на 200 години – Свети Георги Победоносец и Свети Мина.
В църквата са пренесени и запазени старинни икони като „Св. Петка“ (1854 г.) и „Св. Богородица“ с гръцки надпис, цялата обкована със сребро. Тази икона е обявена за чудотворна. По време на турското владичество, според писанието, с молитвите и застъпничеството на Пресвета Богородица чрез тази икона били излекувани децата на турския бей. За благодарност иконата била обкована със сребърна риза.
Тук се съхраняват много стара утвар – сребърни кандила от 1796 г. и 1818 г., петохлебие от 1828 г., кутия за сухо причастие от 1836 г. Иконостасът е дело на резбаря Илия Косев.
От южната и северна страна на стените до иконостаса могат да се видят два забележителни триптиха. Първият се състои от икони, изобразяващи Иисус Христос седнал на царски трон, Пресвета Богородица държи на ръце малкия Иисус и икона, на която е изобразен благославящия Иисус Христос. На втория триптих са иконите на Св. Иван Рилски, Св. Николай Чудотворец, Св. арх. Гавриил.